# Jaskinia na Gołąbcu Dolna
Jaskinia na Gołąbcu Dolna, także Schronisko na Gołąbcu Dolne, Schronisko na Gołąbcu – niewielka jaskinia w skale Kozierówka (Gołąbiec) w grupie Skałek Piekarskich na lewym brzegu Wisły w miejscowości Piekary pod Krakowem. Pod względem geograficznym znajduje się na Obniżeniu Cholerzyńskim w obrębie makroregionu Bramy Krakowskiej.

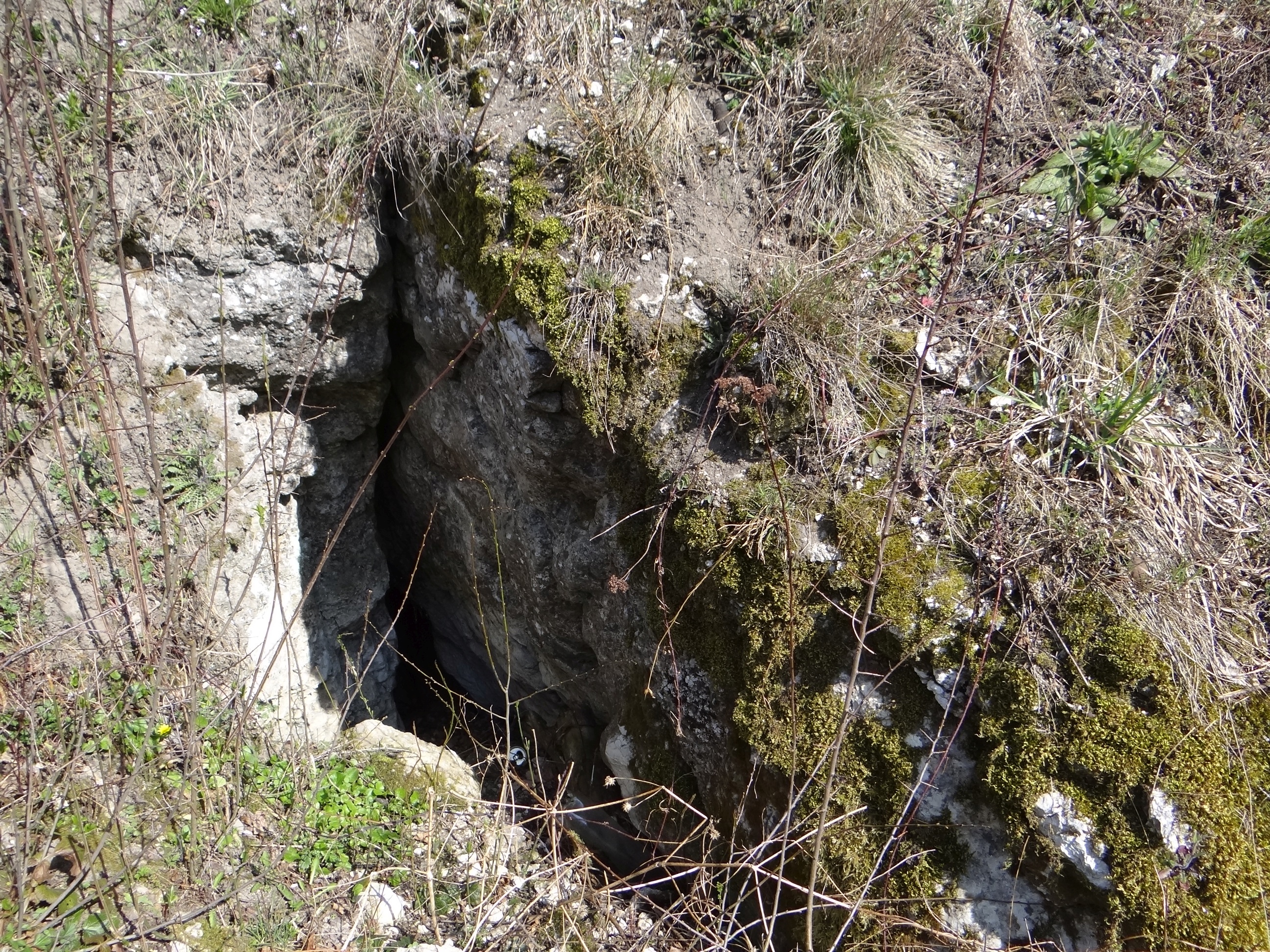
Otwór jaskini

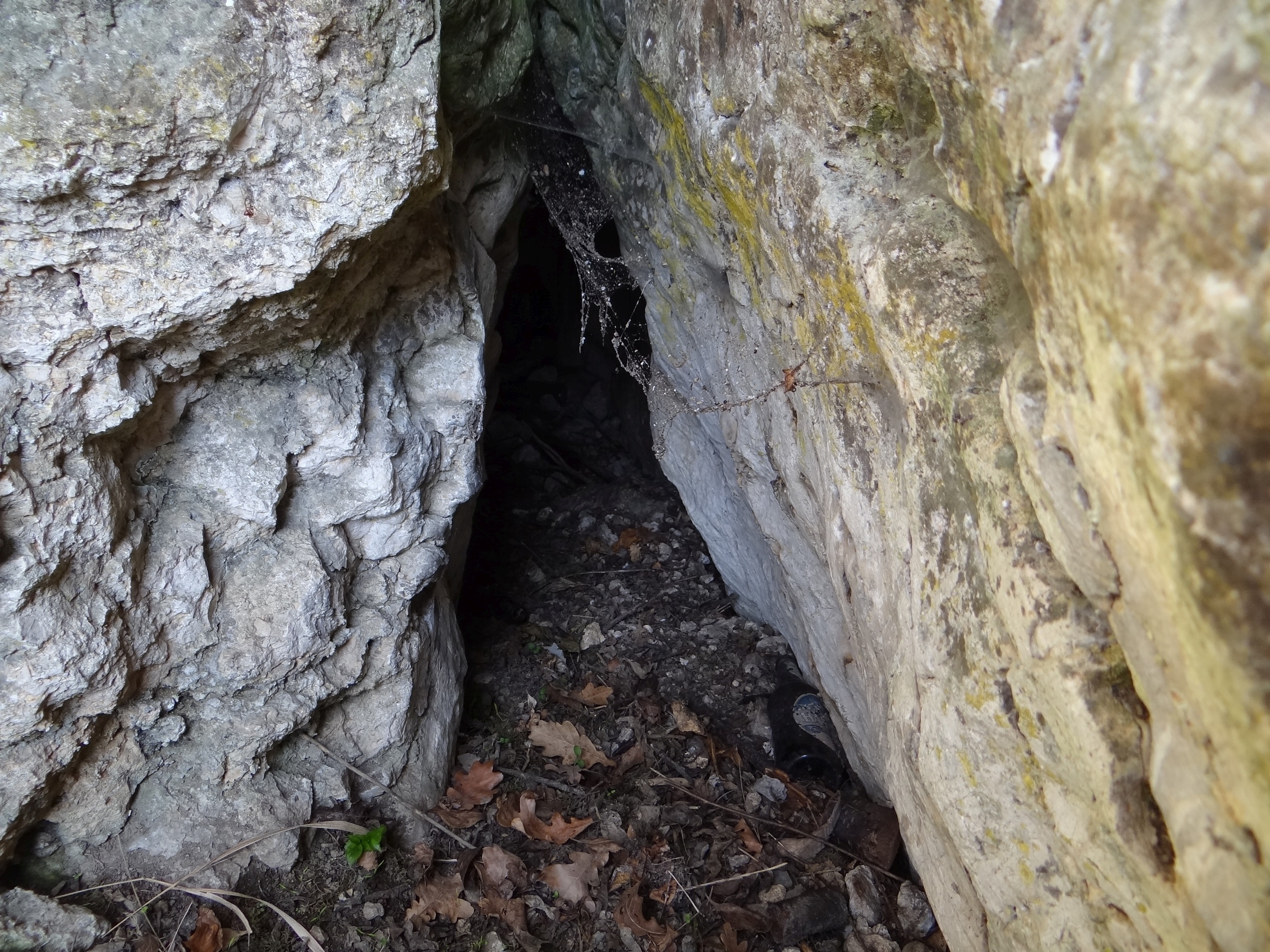
Korytarz za otworem

## Opis jaskini
Jaskinia znajduje się w skałach na południowym podnóżu Kozierówki. na wysokości 207 m n.p.m., około 4 m powyżej dna doliny. Jest to prosty, stromo opadający korytarz mający postać szczeliny. Jest dość wysoki, ale ciasny już przy wejściu, w głębi jeszcze ciaśniejszy, w końcowym odcinku już niemożliwy do przejścia dla człowieka. Przy wysokim stanie wody w Wiśle dolna część korytarza zalewana jest wodą podchodzącą od spągu. Zaraz za otworem wejściowym można na ścianie korytarza dostrzec  miejsce, do którego dochodziła woda przy najwyższym poziomie Wisły. 
Jaskinia powstała na pionowym pęknięciu ciosowym w wapieniach skalistych z okresu jury. Jest oświetlona tylko w okolicach otworu. Na ścianach korytarza występują tu glony i porosty, obserwowano też wije. W głębi jaskinia jest ciemna. Nie ma szaty naciekowej, a jej namulisko tworzy luźny skalny rumosz. Wyczuwalny jest słaby przepływ powietrza. 
Po raz pierwszy jaskinię wzmiankowano w 1939 r. Zinwentaryzował ją Kazimierz Kowalski w 1951 r., a dokumentację opracowali A. Górny i M. Szelerewicz w 1999 r.
Na tej samej skale Kozierówka, ale wyżej, znajduje się druga, większa Jaskinia na Gołąbcu. W jej namulisku archeolodzy znaleźli artefakty świadczące o zamieszkiwania w niej neandertalczyków w późnym paleolicie.